# Denis Higgs
Denis Arthur Higgs (* 6. Mai 1932 in England; † 25. Februar 2011 in Toronto) war ein britischer Mathematiker.
Higgs studierte an der University of Witwatersrand und der Universität Cambridge. Er war Lehrer in Lusaka (damals in Nord-Rhodesien). Higgs beteiligte sich an der politischen Bewegung gegen das Apartheidsregime in Südafrika. Nachdem er vorübergehend entführt worden war und in Johannesburg wieder freigelassen wurde, wobei eine Verantwortlichkeit Südafrikas vermutet wurde, verließ er Afrika. Er ging 1964 nach London und 1966 nach Kanada.
Higgs wurde 1970 an der McMaster University bei Gert Sabidussi promoviert (Matroids on complete Boolean algebras) und war Professor an der University of Waterloo. Dort war er seit 1966 und wurde 1997 emeritiert.
Seine Arbeiten befassen sich mit Fragestellungen in der Kombinatorik (Inzidenzgeometrien und ihre Abbildungen), Kategorientheorie (Topos-Theorie) und universellen Algebra. Nach ihm ist die Higgs-Primzahl benannt.

## Schriften (Auswahl)
- A category approach to boolean valued set theory. Lecture Notes, University of Waterloo 1973
- mit John E. Blackburn, Henry Crapo, Denis A. Higgs: A Catalogue of Combinatorial Geometries. In: Mathematics of Computation, Vol. 27 (1973), Nr. 121, S. 155–166, Online